# Hrabia Kildare
Hrabiowie Kildare 1. kreacji (parostwo Irlandii)
- 1315–1316: John FitzThomas FitzGerald, 1. hrabia Kildare
- 1316–1328: Thomas FitzJohn FitzGerald, 2. hrabia Kildare
- 1328–1329: Richard FitzThomas FitzGerald, 3. hrabia Kildare
- 1329–1390: Maurice FitzThomas FitzGerald, 4. hrabia Kildare
- 1390–1410: Gerald FitzMaurice FitzGerald, 5. hrabia Kildare
- 1410–1427: John FitzGerald, 6. hrabia Kildare
- 1427–1477: Thomas FitzGerald, 7. hrabia Kildare
- 1477–1513: Gerald FitzGerald
- 1513–1534: Gerald FitzGerald
- 1534–1537: Thomas FitzGerald, 10. hrabia Kildare
- 1569–1585: Gerald FitzGerald
- 1585–1597: Henry FitzGerald, 12. hrabia Kildare
- 1597–1599: William FitzGerald, 13. hrabia Kildare
- 1599–1612: Gerald FitzGerald
- 1612–1620: Gerald FitzGerald
- 1620–1660: Gerald FitzGerald
- 1660–1664: Wentworth FitzGerald, 17. hrabia Kildare
- 1664–1707: John FitzGerald, 18. hrabia Kildare
- 1707–1744: Robert FitzGerald, 19. hrabia Kildare
- 1744–1773: James FitzGerald, 1. książę Leinster i 20. hrabia Kildare

Następni hrabiowie Kildare, patrz: Książę Leinster